# Pepelka (opera)
Pepelka (tudi Pepelka Angelina ali zmagoslavje srčne dobrote) (ital. La Cenerentola, ossia La bonta in trionfo) je komična opera v dveh dejanjih (šestih slikah) italijanskega skladatelja Gioacchina Rossinija. Libreto je napisal Jacopo Ferreti po Etienneovi Cendrillon in je posneta po znameniti pravljici o Pepelki. Krstna predstava je bila v rimskem gledališču Valle 25. januarja 1817. Dirigent predstave je bil skladatelj sam.
V nasprotju z nekaj let starejšo istoimensko opero malteškega skladatelja Nicolasa Isouarda, ki je ohranjena v pravljičnem okviru, je Rossini ustvaril opero, v kateri prevladuje humor realnega življenja. V času nastanka je bila Pepelka poleg Brivca med vsemi deli takratne ogromne italijanske operne produkcije najpogosteje izvajana.
Rossinijevo opero je kasneje priredil Hugo Rohr. Iz izvirnika je črtal nekatere manj zanimive glasbene točke in dodal za začetek druge slike veliko koloratumo arijo iz opere Semiramide.

## Osebe
- Don Ramiro, salernski princ - tenor
- Dandini, njegov sluga - bariton
- Don Magnifico, star plemič - bas
- Tizba, njegova prva hčer - mezzosopran
- Klorinda, njegova druga hčer - sopran
- Angelina, njegova pastorka - sopran
- Alidoro, prinčev vzgojitelj - bas
- kavalirji, dame, pastirčki.

## Vsebina
Godi se konec 18. stoletja v Italiji.

### Prva slika
Pri don Magnificu.
Obubožani baron Magnifico ima dve hčerki, mlajšo Klorindo in starejšo Tizbo, poleg te dveh pa še pohčerjeno Angelino, ki jo vsi
trije zapostavljajo, tako da mora doma opravljati vsa hišna dela. Grad in posestvo baronu zaradi denarne stiske propadata, zato bi si finančno opomogel z bogato ženitvijo ene svojih dveh hčerk. O nameri obubožanega barona kmalu izvedo daleč naokrog.

### Druga slika
Prinčeva sobana.
Knez Ramiro, ki ravno išče nevesto, sklene obiskati baronovo hišo in zasnubiti najlepšo hčerko, toda ostal bi rad nerazkrit, zato pošlje na obisk k baronu svojega vzgojitelja Alidora z nalogo, naj opazuje lastnosti in vedenje obeh hčerk in samega barona.

### Tretja slika
Pri don Magnificu.
Ko vstopi Alidoro, preoblečen v berača, in poprosi za miloščino, ga Klorinda in Tizba, ki se pravkar pripravljata za obisk snubcev, sprejmeta osorno in zapodita iz hiše. Od barona in svojih ošabnih polsester zapotavljena Angelina pa se usmili berača, ga pogosti in potolaži. Alidoru je všeč skromnost, dobrota, usmiljenje in tudi čedna zunanjost pepelke Angeline. Svojega kneza obvesti o vsem, kar je videl in doživel ter pripravi vse za oglede na gradu. Knez Ramiro se domisli prve šale; svojega služabnika Dandinija preobleče v princa, sam pa se preobleče v konjskega hlapca. Tako preoblečena stopita v baronovo palačo, da si ogledata bodočo nevesto. Magnifico in obe hčerki so očarani od klepetavega Dandinija. Knez Ramiro pa se zaljubi v Angelino, čim jo zagleda. Ne da bi izdal svojo identiteto, se ji skuša približati. S služabnikom izdelata nov načrt.
Dandini pride še enkrat v baronovo hišo, sedaj preoblečen v odvetnika, ki dokaže baronu, da ima tri hčerke. Baron skuša ves razburjen
ovreči odvetnikove trditve in mu hoče dopovedati, da je tretja hčerka že umrla. Ko se slučajno navzoča pepelka Angelina oglasi in potrdi,
da je ona tretja hčerka, jo Magnifico surovo zapodi, odvetniku pa se začne dobrikati, da bi zabrisal resnico. Ramiro, Alidoro in Dandini,
ki so razkrili baronovo nepoštenost in njegovo neiskrenost, hočejo sedaj z zvijačo priti resnici do dna. Dandini preobleče pepelko in jo pripelje na slavnost, na katero so povabljeni tudi Magnifico in njegovi ošabni hčerki Klorinda in Tizba.

### Četrta slika
Dvorana pri princu.
Na prošnjo in željo vseh navzočih odkrijejo Angelini zastrti obraz. Vsi ostrmijo ob pogledu na lepotico, najbolj pa Magnifico in njegovi dve hčerki, ki ne morejo verjeti lastnim očem, da bi bila to pepelka. Magnifico in njegovi hčerki se vrnejo po končani slavnosti domov.

### Peta slika
Pri don Magnificu.
Ko zagledajo Angelino pri domačem ognjišču, se jim razblinijo sumničave misli, da bi bila lepa neznanka na slavnosti pri knezu pepelka Angelina. Osleparjeni baron Magnifico in tudi obe hčerki stresejo svojo jezo nad ubogo pepelko. Magnifico, ki mu nakana ni uspela, pokliče Dandinija in ga prosi, da bi mu izdal skrivnost, katero izmed njegovih dveh hčera si je izbral knez za nevesto. Dandini sedaj prizna baronu, da ni knez, temveč samo njegov sluga. Magnificova jeza jo prikipela do vrha. Vse lepe sanje o bogatem zetu, o razkošnem gradu, o dvorjanih in podložnikih, o denarju in zlatu so se razblinile v nič. Vse je izgubljeno; obupan in ponižen se vda v svojo grenko usodo, pepelko in kneza pa prosi odpuščanja.

### Šesta slika
Prinčev vrt.
Na prošnjo Angeline in kneza Ramira sprejme kljub vsemu s svojima hčerkama povabilo in se udeleži svatbe zaljubljenega para. Angelino maščevanje je odpuščanje.

## Glasbeni primer
- Finale opere z Angelinino arijo Non più mesta